# Régression sur discontinuité
En statistique, économie, science politique et plusieurs autres disciplines, une régression sur discontinuité (RSD), ou regression discontinuity design en anglais, est une méthode d'inférence causale.
Cette méthode se focalise sur les caractéristiques des observations de part et d'autre d'un seuil défini par le chercheur.
Cette technique fut utilisée en premier par Donald Thistlethwaith et Donald Campbell afin d'évaluer l'effet des bourses scolaires. Son utilisation a crû récemment, sa pertinence étant confirmée en comparant les résultats obtenus via cette technique avec ceux obtenus via les essais randomisés contrôlés.

## Méthodologie

### Principes
La méthode RSD se base sur la fixation d'un seuil et de bornes proches de ce seuil pour le groupe traitement et le groupe contrôle. Les bornes doivent chacune avoir une certaine proximité avec le seuil, de sorte que les différences observées à chaque groupe soient attribuables au traitement et non à une différence dans les caractéristiques des groupes traités. Le problème lié aux différences de caractéristiques des groupes est aujourd'hui évitable grâce à la méthode de l'essai randomisé contrôlé.

### Approches
Les stratégies d'estimation des RDD les plus communes sont l'approche paramétrique et l'approche non-paramétrique.

#### Approche non-paramétrique
Parmi l'approche non-paramétrique, la méthode la plus utilisée est celle de la régression linéaire localisée, de la forme :
{\displaystyle Y=\alpha +\tau D+\beta _{1}(X-c)+\beta _{2}D(X-c)+\varepsilon ,}
où {\displaystyle c} représente le seuil et {\displaystyle D} est une variable binaire valant 1 si {\displaystyle X\geq c}. {\displaystyle h} représente l'intervalle que l'on prend de chaque côté du seuil, de telle sorte que {\displaystyle c-h\leq X\leq c+h}.
L'intérêt de cette approche est qu'elle repose sur des données très proches du seuil, ce qui permet de réduire le biais pouvant venir de l'utilisation plus éloignées de ce seuil et donc plus sensibles à des caractéristiques autres que le traitement. La régression linéaire localisée a également de meilleures propriétés en termes de biais mais aussi de convergence. Cependant, il est préférable d'utiliser les deux approches afin d'avoir des résultats qui ne reposent pas que sur l'une des deux et qui sont donc plus robustes.

#### Approche paramétrique
Une estimation paramétrique peut être de la forme :
{\displaystyle Y=\alpha +\beta _{1}x_{i}+\beta _{2}c_{i}+\beta _{3}c_{i}^{2}+\beta _{4}c_{i}^{3}+\varepsilon ,}
où :
```

  

    

      

        

          
x

          

            
i

          

        

        
=

        

          

            
{

            

              

                

                  
1

                  

                    
 si 

                  

                  

                    
c

                    

                      
i

                    

                  

                  
≥

                  

                    

                      

                        
c

                        
¯

                      

                    

                  

                

              

              

                

                  
0

                  

                    
 si 

                  

                  

                    
c

                    

                      
i

                    

                  

                  
<

                  

                    

                      

                        
c

                        
¯

                      

                    

                  

                

              

            

            

          

        

      

    

    
{\displaystyle x_{i}={\begin{cases}1{\text{ si }}c_{i}\geq {\bar {c}}\\0{\text{ si }}c_{i}<{\bar {c}}\end{cases}}}

  

```

et {\displaystyle {\bar {c}}} est le seuil.
La partie polynomiale peut être raccourcie ou agrandie selon les besoins.

## Hypothèses requises

### Biais de sélection et manipulation de la situation
La RDD doit être l'équivalent d'une expérience aléatoire au niveau du seuil de traitement. Si cette condition est respectée, alors on peut dire que, au voisinage du seuil, les différences entre ceux ayant reçu le traitement et ceux ne l'ayant pas reçu sont très faibles et seulement causées par le hasard. Cette condition peut être respectée si les agents étudiés (que ce soient des individus ou des entreprises) n'ont pas la possibilité de manipuler leur situation pour bénéficier ou non du traitement, puisque cela pourrait causer un biais de sélection.
Si l'on reprend l'exemple de la mise en place d'une bourse au mérite à partir d'un certain seuil de notes, alors il ne faut pas que les étudiants puissent trop manipuler leur notes à cause de traitement de faveur du professeur par exemple.
Il est impossible de tester de manière définitive si les agents sont capables de déterminer parfaitement leur statut vis-à-vis du traitement. Il existe toutefois quelques tests qui valident ou réduisent la validité de la RDD.

### Test de densité
McCrary (2008) proposa de s'intéresser à la densité des observations de la variable déterminant l'attribution ou non du traitement. Si l'on observe une forte discontinuité de la densité au niveau du seuil de traitement, alors on peut penser que les agents ont été en mesure de manipuler leur situation vis-à-vis du traitement.
Par exemple, si certains élèves proches d'avoir la bourse ont bénéficié d'un coup de pouce de leur professeur pour avoir juste au-dessus de la note requise, alors on observera une différence notable entre le nombre d'élèves juste au-dessous du seuil et le nombre d'élèves juste au-dessus du seuil, ce qui pourrait biaiser les estimations.

### Continuité des variables observables
Puisque l'on a vu que la validité de la RDD repose sur le fait que les individus à la bordure du seuil de traitement sont similaires d'un côté comme de l'autre, on peut essayer de vérifier cela grâce à des variables observables. Dans l'exemple précédent, on pourrait s'intéresser à des caractéristiques démographiques (âge, genre) ou autres (revenu de la famille, etc.), qui, malgré quelques différences liées au hasard, devraient être assez similaires.

### Variables prédéterminées
De la même manière que pour les variables observables, on pourrait s'attendre à une continuité des variables prédéterminées au niveau du seuil. Ces variables ne dépendent pas de l'application ou non du traitement et ne devrait pas être impactées par son attribution (ou sa non-attribution). Obtenir ou non une bourse à la suite des résultats scolaires de l'année en cours ne devrait pas avoir d'impact sur ceux d'il y a dix ans par exemple. Une discontinuité de ces variables au niveau du seuil remettrait en cause la validité de la RDD.

### Autres discontinuités
Si l'on remarque des discontinuités à un autre endroit qu'à proximité du seuil de traitement, alors la spécification de la RDD est suspecte. On peut prendre l'exemple de l'étude de Carpenter et Dobkin (2011) sur l'effet de la mise en place d'un âge légal d'accès à l'alcool. La mise en place de cet âge légal change les taux de morbidité et de mortalité autour de l'âge de 21 ans. Si jamais l'on observait des discontinuités inattendues à d'autres seuils, alors on pourrait douter de la pertinence de la mise en place de cet âge légal.

### Inclusion et exclusion de variables de contrôle
Si les estimations des paramètres sont sensibles à l'ajout ou au retrait de variables de contrôle, alors on peut douter de la validité du modèle de la RDD. De grandes variations pourraient signifier que ceux juste au-dessus du seuil sont très différents que les individus juste en-dessous vis-à-vis de la variable ajoutée ou retirée. De grands changements peuvent également signifier l'existence d'un fort biais.
Calonico et al. (2019) montrent comment ajouter des variables de contrôle, sous quelles conditions et comment augmenter leur précision.

## Avantages et inconvénients

### Avantages
- Lorsque la méthodologie est rigoureusement suivie, la méthode de la régression sur discontinué permet d'éliminer les biais de l'effet local du traitement[9] . La MRD permet d'obtenir des résultats presque aussi solides que ceux d'un essai randomisé contrôlé pour mesurer l'effet[10].
- La MRD n'est pas soumise aux problèmes éthiques qui se posent lors des randomisations. Aussi, comme la MRD est une quasi expérience (autrement dit, une étude statistique sur un set de données qui existait avant l'étude), elle ne nécessite pas une randomisation ex ante.

### Inconvénients
- Les estimations sont sans biais uniquement si la forme fonctionnelle de la relation entre le traitement et le résultat est correctement modélisée. Les relations non-linéaires sont souvent confondues avec des discontinuités.
- L'effet du traitement peut être confondu avec l'effet d'un autre traitement qui intervient au même seuil. Par exemple, si l'on cherche à étudier l'effet de l'alcoolisme sur la santé mentale en mettant un seuil correspondant à l'âge légal (disons 21 ans) pour consommer de l'alcool, alors l'effet de ce traitement peut partiellement venir du fait que les jeux d'argent sont autorisés à partir de 21 ans. On a donc deux traitements différents (âge légal pour l'alcool et âge légal pour les jeux d'argent) qui peuvent avoir des impacts similaires sur la santé mentale et qui interviennent au même seuil.

## Exemples

### Effets des bourses au mérite
Thistlethwaith et Campbell (1960) ont mené en 1960 une étude portant sur l'impact de l'attribution de bourses scolaires au mérite sur les résultats scolaires. L'utilisation de la RSD visait à leur permettre d'éviter un biais potentiel important : la bourse étant attribuée aux meilleurs étudiants, les auteurs pouvaient s'attendre à ce que ces étudiants obtiennent des meilleurs résultats que leurs camarades non-boursiers après avoir intégré leurs formations. Afin de ne pas tomber dans ce piège du post hoc ergo propter hoc, Thistlethwaith et Campbell ont proposé d'utiliser la RSD .
Les étudiants qui ont obtenu la bourse sont ceux qui ont eu une moyenne supérieure à 15/20. Les chercheurs créent deux échantillons : les étudiants auxquels la bourse a été attribuée (groupe traitement), qui ont entre 15 et 15,5, et les étudiants à peu près aussi bons auxquels la bourse n'a pas été attribuée (groupe contrôle), qui ont entre 14,5 et 14,99. En sélectionnant des étudiants aux caractéristiques presque identiques, on élimine un biais potentiel qui aurait été dû à des différences de caractéristiques entre étudiants.

### Autres exemples
La méthode peut notamment être utilisée pour évaluer l'effet de politiques où le seuil est l'âge. Les études sur l'efficacité d'un âge minimum pour acheter de l'alcool peuvent utiliser cette méthode, avec un seuil placé à l'âge de 18 ans dans le cas où le pays n'autorise la vente d'alcool qu'aux personnes âgées de 18 ans ou plus.
La méthode est aussi utilisée pour les politiques publiques touchant les entreprises de plus d'un certain nombre de salariés. Pour estimer l'effet de la politique, le seuil fixé est le seuil à partir duquel les entreprises sont éligibles à la politique publique.